# BioRxiv
bioRxiv (произносится как «био(а)рхи́в») — бесплатный электронный архив научных статей и препринтов по биологии, созданный в 2013 году сотрудниками Лаборатории в Колд-Спринг-Харбор Ричардом Севером и Джоном Инглисом по аналогу с уже набравшим популярность arXiv.org.
Авторы публикуют на bioRxiv ранее не рецензированные работы, чтобы получить фидбэк от других участников портала или утвердить первенство открытия. Перед публикацией рукописи не рецензируются, однако проходят первичную проверку модераторов на плагиат. Около 30 % авторов впоследствии размещают на портале отредактированные с учётом полученных комментариев версии. Большинство представленных на bioRxiv рукописей в результате публикуются в рецензируемых журналах.
На ноябрь 2021 года на портале было размещено более 140 000 работ.

## История
BioRxiv был запущен на волне популярности онлайн-репозиториев препринтов, первым из которых стал созданный физиком из Лос-Аламосской национальной лаборатории Полом Гинспаргом в 1991 году портал ArXiv.org (произносится как [архи́в]). К моменту создания arXiv практика обмена препринтами в области физики была достаточно распространена — исследователи успешно рассылали друг другу свои неопубликованные отчёты об экспериментах или черновые версии статей до публикации в журнале. Такой обмен позволял не только получить комментарии и критику коллег перед рецензированием, но и предотвратить дублирование данных или закрепить первенство открытия. Вскоре arXiv получил широкую популярность и к июлю 2021 года на сайте было размещено около 1,9 млн работ.
Изначально arXiv.org принимал работы исключительно в области физики, однако с повышением спроса и на другие отрасли наук, в 2003 году Гинспарг инициировал создание отдельной секции для загрузки препринтов по количественной биологии, включая биологическую статистику, биоинформатику, популяционную биологию. Одновременно с этим отдельный раздел для препринтов по биологии открыл и журнал открытого доступа PeerJ. Однако несмотря на растущую популярность этих секций в репозиториях (размещённые в arXiv работы по биологии впоследствии были опубликованы в Nature и PLOS Biology), порталы не стремились к дальнейшему расширению возможностей для публикаций работ в этой сфере.
В 2013 году молекулярный биолог Ричард Север из Лаборатории в Колд-Спринг-Харбор (CSHL) вместе с коллегой Джоном Инглисом запустили аналогичный arXiv портал под названием bioRxiv на основе хостинга HighWire. BioRxiv был официально аффилирован с CSHL, а главными целями были заявлены ускорение процесса распространения знания и предоставления возможностей для получения критических комментариев и отзывов на ещё не опубликованные работы в области биологии. Только за первый год работы на портал было загружено 800 препринтов, а всего за период с 2013 по 2016 год — около 3000 работ. К 2019-му их количество увеличилось до 40 000. На ноябрь 2021 года портал содержит данные о более чем 140 000 препринтов.
В 2016 году bioRxiv подписал соглашение с Biophysical Journal, ELife, The EMBO Journal, EMBO Molecular Medicine, EMBO Reports, G3: Genes, Genomes, Genetics, Molecular Systems Biology, согласно которому авторы опубликованных на портале препринтов могут отправлять свои статьи на рецензию напрямую через bioRxiv без необходимости заново загружать файлы и повторно вводить информацию на сайте журнала.
Консультативный совет bioRxiv включает, среди прочих, создателя arXiv Пола Гинспарга и соучредителя Академии Google Анурага Ачарья.

## Принцип работы
Для размещения на bioRxiv допускаются только рукописи, ранее не опубликованные в научных журналах и не проходившие рецензирование. При публикации статьи авторы могут охарактеризовать свою работу как новую, подтверждающую или опровергающую уже существующие научные исследования, а также выбрать одну из 26 тематических категорий. После подачи статьи модераторы проверяют её на наличие оскорбительного или ненаучного содержания, однако не редактируют и не рецензируют сам текст. Как правило, статьи становятся общедоступными в течение нескольких часов после загрузки. Впоследствии исследователи могут как публиковать исправленные версии работы, так и добавлять ссылки на журнальные публикации препринта.
Каждому препринту присваивается DOI, который вместе с другими альтметрическими и данными о количестве PDF-загрузок доступны для всех пользователей. В случае публикации препринта в качестве статьи в научном журнале, bioRxiv обновляет старую версию ссылкой на публикацию. Статьи на bioRxiv индексируются поисковой системой Google и Академией Google, однако не включены в систему PubMed, в которой хранятся только рецензированные материалы.
На 2016 год большинство опубликованных на bioRxiv работ были по эволюционной биологии, генетике и геномике.
BioRxiv принимает препринты статей, охватывающие все аспекты исследований по биологии. При размещении статьи автор относит её к одной из следующих категорий:
- Этология и интеллект животных
- Биохимия
- Биоинженерия
- Биоинформатика
- Биофизика
- Биология злокачественных опухолей
- Цитология
- Клиническое исследование
- Биология развития
- Экология
- Эпидемиология
- Эволюционная биология
- Генетика
- Геномика
- Иммунология
- Микробиология
- Молекулярная биология
- Нейронауки
- Палеонтология
- Патология
- Фармакология
- Токсикология
- Физиология
- Ботаника
- Научная коммуникация и образование
- Синтетическая биология
- Системная биология
- Зоология

## Влияние
В 2019 году исследователи проанализировали 7087 размещённых на bioRxiv работ и сравнили альтметрические показатели с недепонированными статьями. Результаты показали, что опубликованные в bioRxiv препринты цитировались в среднем на 36 % чаще и имели на 49 % более высокие альтметрические показатели. Полученные данные свидетельствуют о долговременном положительном влиянии публикации препринтов на количество цитирований, а не только на скорость их появления, как до этого было доказано в анализе работ, размещённых на arXiv.org.
Около 30 % опубликованных на bioRxiv препринтов остаются неопубликованными в журналах — аналогичные данные были получены и при анализе публикационной активности на arXiv. При этом почти половина впоследствии опубликованных препринтов bioRxiv появляется в журналах Elsevier, Nature, Public Library of Science и Издательстве Оксфордского университета. BioRxiv наиболее популярен среди исследователей из США и Великобритании, гораздо меньшей популярностью он пользуется в Китае, России и Турции.